# Beljajevka (vattendrag i Vitryssland)
Beljajevka (ryska: Беляевка) är ett vattendrag i Belarus.   Det ligger i voblasten Homels voblast, i den östra delen av landet, 250 kilometer öster om huvudstaden Minsk. Beljajevka ligger vid sjön Ozero Vir.
I omgivningarna runt Beljajevka växer i huvudsak blandskog. Runt Beljajevka är det glesbefolkat, med 12 invånare per kvadratkilometer.